# Mucharz (gromada)
Mucharz – dawna gromada, czyli najmniejsza jednostka podziału terytorialnego Polskiej Rzeczypospolitej Ludowej w latach 1954–1972.
Gromady, z gromadzkimi radami narodowymi (GRN) jako organami władzy najniższego stopnia na wsi, funkcjonowały od reformy reorganizującej administrację wiejską przeprowadzonej jesienią 1954 do momentu ich zniesienia z dniem 1 stycznia 1973, tym samym wypierając organizację gminną w latach 1954–1972.
Gromadę Mucharz z siedzibą GRN w Mucharzu utworzono – jako jedną z 8759 gromad na obszarze Polski – w powiecie wadowickim w woj. krakowskim, na mocy uchwały nr 31/IV/54 WRN w Krakowie z dnia 6 października 1954. W skład jednostki weszły obszary dotychczasowych gromad Mucharz, Jaszczurowa i Skawce ze zniesionej gminy Mucharz w tymże powiecie. Dla gromady ustalono 27 członków gromadzkiej rady narodowej.
1 lipca 1957 do gromady Mucharz przyłączono część wsi Tarnawa Górna, stanowiącą przysiółek Suszyca, z gromady Śleszowice w powiecie suskim.
1 stycznia 1958 do gromady Mucharz przyłączono obszar zniesionej gromady Świnna Poręba.
31 grudnia 1961 do gromady Mucharz przyłączono wieś Zagórze ze zniesionej gromady Łękawica.
Gromada przetrwała do końca 1972 roku, czyli do kolejnej reformy gminnej. 1 stycznia 1973 reaktywowano gminę Mucharz.